# ゴラズ (プラハ主教)

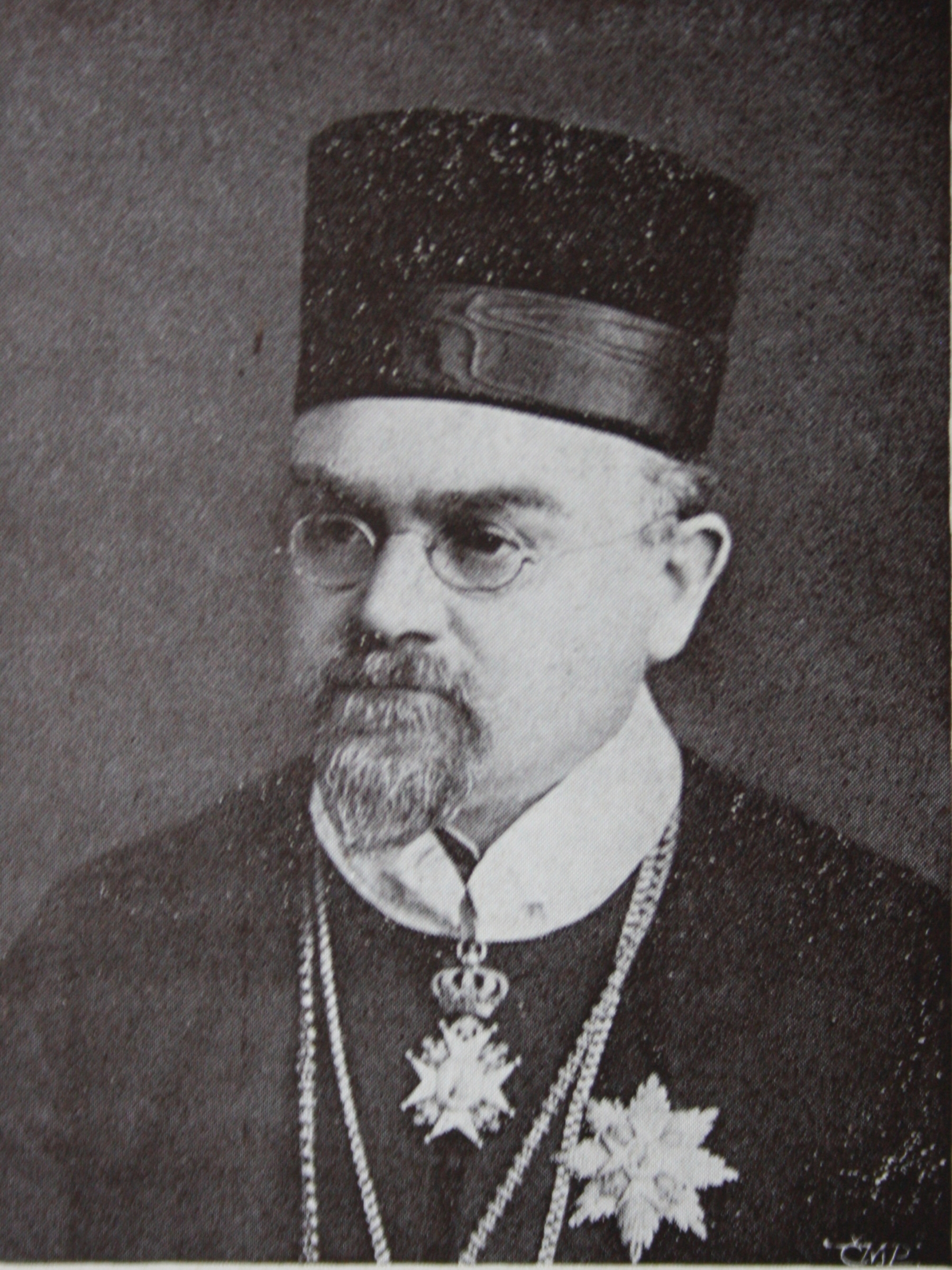
ゴラズ（1927年より前の撮影）

ゴラズ（チェコ語: Gorazd、1879年 - 1942年）は、正教会の主教であり聖人（新致命者）。プラハ主教として、 チェコ・スロバキア正教会の創設と拡大に中心的役割を果たした。

## 生涯
俗名：マティアス・パヴリク（Matthias Pavlik）は1879年、カトリック教会の家庭に生まれた。カトリック教会の神学校を出てのち、1902年に司祭叙階を受けた。
第一次世界大戦後、オーストリア・ハンガリー帝国が崩壊するとともに、新しく独立した国家であるチェコ・スロヴァキアにおいてカトリック教会に従うことを要求する法が緩和されるとともに、パヴリクはカトリック教会の改革運動に参加。1920年にカトリック教会から独立した教会を創設。1921年にはセルビア正教会の傘下に入った。
パヴリクは正教会に帰正して修道誓願をし、ゴラズの修道名を受けた。「ゴラズ」の名は、聖ツィリル（キュリロス）と聖メトデイ（メトディオス）の弟子であり、モラヴィア主教として聖メトデイの後継者となった聖ゴラズに由るものである。
ゴラズは42歳の時、主教に叙聖された。叙聖式にはセルビア正教会のセルビア総主教ディミトリイ、在外ロシア正教会の設立者であるキエフ府主教アントニイ（フラポヴィツキイ）、ザグレブ主教ドシテオスらが陪祷した。
ゴラズは主教として教会の設立や聖堂の建立、祈祷書の翻訳に励んでチェコ・スロバキアにおける正教会の育成に務めたほか、アメリカに居住するチェコ・スロバキア系の信徒のためにも管区を設置した。
第二次世界大戦中、チェコ・スロバキアがナチスの支配下に入ると、正教会の教区はベルリン主教区の管轄下に移された。
ナチス高官でありチェコ・スロバキアの支配者であったラインハルト・ハイドリヒを暗殺したエンスラポイド作戦の実行者達が聖ツィリル・メトデイ正教大聖堂での銃撃戦の後で射殺されると、ゴラズは信徒達と教会を破壊から守るために、ナチス政権に対して以下のような内容の手紙を書いた。
1942年6月27日にゴラズは逮捕され、拷問を受けてのち、大聖堂の二人の司祭とともに9月4日に銃殺刑に処された。63歳であった。また主教と司祭とともに、合計550名の信徒が連座させられてナチスに処刑された。ボヘミアとモラヴィアにおける正教会の活動は禁止され、司祭は強制収容所に送られ、全教会が閉鎖された。
教区信徒を守るために自ら進んで死を受け入れたことを評価し、セルビア正教会は1961年5月4日、ゴラズを新致命者（新致命者聖ゴラズ、チェコ語: Svatý novomučedník Gorazd）として列聖した。記憶日は9月4日。ゴラズが銃殺された場所には、ゴラズをはじめとするナチスによる犠牲者を記念する碑が立てられている。

## 注・出典
1. 1 2 3 4 5  "The Blackwell Dictionary of Eastern Christianity" Wiley-Blackwell; New edition (2001/12/5), p220 - p221, ISBN 9780631232032
2. 1 2 3 4 5 6 7 8  American Carpatho-Russian Orthodox Diocese of the USA | St. Gorazd, Bishop of Prague -New Martyr